# Ochicanthon vazdemelloi
Ochicanthon vazdemelloi är en skalbaggsart som beskrevs av Latha och Mamiyil Sabu 2011. Ochicanthon vazdemelloi ingår i släktet Ochicanthon och familjen bladhorningar. Inga underarter finns listade i Catalogue of Life.